# Асікаґа Йосітеру
Асікаґа Йосітеру (яп. 足利義輝, 31 березня 1536 — 17 червня 1565) — 13-й сьоґун сьоґунату Муроматі. Старший син 12-го сьоґуна Асікаґи Йосіхару, старший брат 15-го сьоґуна Асікаґи Йосіакі.

## Життєпис
У 1546 році після того, як його батько відмовився від влади, Йосітеру став сьогуном у віці 11 років. Його влада була суто номінальною, країною керував канрей Хосокава Харумото. Втративши в боротьбі з ним навіть видимість влади, батько молодого сьогуна Асікага Йосіхару спробував домовитися про своє повернення до столиці країни Кіото, звідки був вигнаний. Однак 1549 року один з полководців Харумото, Мійосі Нагайосі, підняв заколот і перейшов на бік Хосокава Удзіцуна. В результаті між обома представниками клану Хосокава спалахнула міжусобна війна, що закінчилася втечею Асікаґа Йосітеру разом з батьком, Харумото з Кіото. У 1550 році помирає батько Йосітеру.
У 1552 році Асіказі Йосітеру вдається укласти мир з Хосокава Удзіцуна і повернутися до Кіото. Проте незабаром він і Хосокава Харумото знову починають війну, тепер уже проти Мійосі Нагайосі. Спочатку військові дії складалися вдало для сьогуна, проте в 1558 році Нагайосі розгромив війська своїх супротивників і зайняв Кіото. Сьогун змушений був знову тікати зі столиці, проте незабаром повернувся, уклавши з переможцем угоду, за якою той ставав старшим канрей Йосітеру. Згодом Асікаґа Йосітеру намагався посилити авторитет сьогунату, виступаючи посередником і примирюючи ворогуючих даймьо.
У 1564 році після смерті Мійосі Нагайосі намагався здобути реальну владу. Проте члени клану Мійосі вирішили повалити Асікаґа Йосітеру й замінити більш слухняним сьогуном — Асікаґа Йосіхіде. У 1565 році підрозділи Мійосі оточили квартал в Кіото, де проживав сьоґун і його родина. Не дочекавшись обіцяної іншими даймьо допомоги, Асікаґа Йосітеру разом з невеликою групою вірних йому самураїв вступив в бій з переважаючими силами противника. Убивши багатьох ворогів і зламавши кілька мечів, він загинув. Наступного дня від горя померла його мати. Сьогуном став Асікаґа Йосіхіде.